# Studieförbundet Vuxenskolans författarpris
Studieförbundet Vuxenskolans författarpris, fram till 2008 Landsbygdens författarstipendium var ett litterärt pris på 50 000 kronor (2022) som delades ut av Studieförbundet Vuxenskolan (SV). Priset delades ut för första gången 1954 och sista gången 2022.
Studieförbundets kriterium var att priset skulle "tilldelas en person som i sitt författarskap speglar nutidens landsbygd, med inriktning på författare i början av sin karriär." Nomineringsprocessen var öppen, vilket betyder att både privatpersoner, föreningar och organisationer kunde nominera författare. Studieförbundet Vuxenskolan utsåg därefter en stipendiekommitté bestående av litterärt kunniga personer som utsåg pristagaren. Förbundsstyrelsen bestämde var och när priset skulle delas ut, vilket under de sista åren var under Bok- och biblioteksmässan i Göteborg.

## Pristagare
- 1954 – Gösta Carlberg, Kerstin Hed, Gunnar Falkås
- 1955 – Sven Edvin Salje, Märta Leijon, Anna Kajsa Hallgard, Ingvar Wahlén
- 1956 – Sara Lidman, Ragnar Oldberg, Per Olof Ekström
- 1957 – Anna Lorentz, Emil Hagström, Per Nilsson-Tannér
- 1958 – Albert Viksten, Astrid Pettersson, Aksel Lindström, Ivar Thor-Thunberg
- 1959 – Irja Browallius, Olle Svensson, Gunnar Ericsson, Ewert Karlsson
- 1960 – Per Olof Sundman, Edvard Robert Gummerus, Willy Walfridsson
- 1961 – Maj-Britt Eriksson, Walter Dickson, Folke Fridell
- 1962 – Anna Rönnqvist, Hans Lidman, Gunnar E. Sandgren
- 1963 – Anna Kajsa Hallgard, Brita Oledal, Karl-Gustav Lindkvist, Karin Collin
- 1964 – Stig Claesson, Åke Gullander
- 1965 – Claes Engström, Sigvard Karlsson
- 1966 – Karl Erik Johansson, Sune Jonsson
- 1967 – Gunnar Adolfsson, Eva Waldemarsson
- 1968 – Helmer Grundström, Nils Parling
- 1969 – Ivan Oljelund, Lennart Sjögren
- 1970 – Margit Friberg, Lorentz Bolin
- 1971 – Gabriel Jönsson, Maj Larsson
- 1972 – Anni Blomqvist, Anna Rydstedt
- 1973 – Kerstin Ekman, Erik Sjödin
- 1974 – Sven Edvin Salje, Sara Ranata Rönnlund
- 1975 – Björn Berglund, Agneta Lundin
- 1976 – Per Helge, Elsa Maria Otto
- 1977 – Bengt Bratt, Linnéa Fjällstedt
- 1978 – Ingrid Andersson, Ingvar Persson
- 1979 – Rolf Johansson, Bengt af Klintberg
- 1980 – Bengt Berg, Elsie Johansson
- 1981 – Mona Kalin, Bo Johansson
- 1982 – Greta Jakobsson, Gunnar Kieri
- 1983 – Anita Gustavsson, Lars Lundkvist
- 1984 – Erik Yvell, Margareta Ekarv
- 1985 – Pelle Sollerman, Maj-Britt Nergård
- 1986 – Karl-Erik Bergman, Ulla Ekh
- 1987 – Verner Ohlin, Ingela Strandberg
- 1988 – May Larsson, Sven Nordqvist
- 1989 – Anna Rydstedt, Bo Lundgren
- 1990 – Gerda Antti, Staffan Söderholm
- 1991 – Bodil Malmsten, Lars Molin
- 1992 – Nicke Sjödin
- 1993 – Ulla-Lena Lundberg
- 1994 – Ing-Marie Eriksson
- 1995 – Anita Salomonsson
- 1996 – Torgny Lindgren
- 1997 – Åke Lundgren
- 1998 – Anna-Clara Tidholm, Thomas Tidholm
- 1999 – Åke Edwardson
- 2000 – Kjell Eriksson
- 2001 – Aino Trosell
- 2002 – Inget pris utdelades
- 2003 – Sven Olov Karlsson
- 2004 – Inget pris utdelades
- 2005 – Robert Kangas
- 2006 – Inget pris utdelades
- 2007 – Ronnie Sandahl
- 2008 – Ann-Helén Laestadius
- 2009 – Carin Hjulström
- 2010 – Olle Lönnaeus
- 2011 – Tomas Bannerhed
- 2012 – Katarina Fägerskiöld
- 2013 – Therése Söderlind
- 2014 – Gertrud Hellbrand
- 2015 – Tove Folkesson
- 2016 – Catrin Ormestad
- 2017 – Malin Nord
- 2018 – Linnea Axelsson[4]
- 2019 – Marit Kapla[5]
- 2020 – Karin Smirnoff
- 2021 – Moa Backe Åstot och Patrik Lundberg
- 2022 – Maria Maunsbach

### Fotnoter
1. 1 2  ”Nominera till SVs författarpris 2011”. Studieförbundet Vuxenskolan. Arkiverad från originalet den 12 april 2011. https://web.archive.org/web/20110412013707/http://sv.se/sv/Nyheter/Almanna-nyheter/Nominera-till-SVs-forfattarpris-2011/. Läst 1 juni 2012.
2. ↑  ”SVs författarpris”. Studieförbundet Vuxenskolan. https://www.sv.se/det-har-gor-vi/vara-priser-och-utmarkelser/svs-forfattarpris. Läst 8 november 2024.
3. ↑  ”SV:s författarpris”. Studieförbundet Vuxenskolan. Arkiverad från originalet den 13 maj 2014. https://web.archive.org/web/20140513050859/http://www.sv.se/sv/Om-SV/SV-forfattarpris/. Läst 1 juni 2012.
4. ↑  ”SVs Författarpris”. www.sv.se. Arkiverad från originalet den 4 november 2019. https://web.archive.org/web/20191104135427/https://www.sv.se/om-sv/pressrum/svs-forfattarpris/. Läst 4 november 2019.
5. ↑  ”Marit Kapla får Vuxenskolans författarpris”. www.sv.se. https://www.sydsvenskan.se/2019-09-10/marit-kapla-far-vuxenskolans-forfattarpris. Läst 22 november 2019.